# Eva Six
Éva Klein (1937-años 2000), conocida como Eva Six, fue una actriz húngara que alcanzó cierta fama en Hollywood a principios de la década de 1960 como una actriz similar a Zsa Zsa Gabor y Marilyn Monroe.

## Biografía
Nació en Budapest, Hungría, de padre judío y madre católica. Su padre murió durante la Segunda Guerra Mundial, y su madre cambió el apellido de la familia para evitar ser detectada por los nazis. Ganó un concurso de belleza después de la guerra. Ella y su esposo huyeron de Hungría después del levantamiento de 1956 y se mudaron a Hollywood en 1960.
James H. Nicholson de American International Pictures la contrató y le cambió el nombre a «Eva Six»; según informes, luchó contra ese nombre durante días porque creyó que sonaba demasiado a «sex» («sexo»). Apareció en unas tres películas antes de retirarse.
Después de retirarse de la actuación, ella y su esposo, el arquitecto Roy Schmidt, se mudaron de regreso a Budapest, donde murió a principios de la década de 2000; se informó que había muerto «hace unos años» al momento de la muerte de Schmidt en 2006, como se publicó en el obituario de Schmidt en Los Angeles Times.

## Filmografía
- Operation Bikini (1963)
- Beach Party (1963)
- Four for Texas (1963)